# Innocenzo Polcari
Padre Innocenzo Polcari (Ceppaloni, 7 agosto 1818 – Benevento, 10 giugno 1908) è stato un religioso, gesuita e scrittore italiano.

## Biografia
Padre Innocenzo Polcari nasce da Domenico e Maria Bottillo. La famiglia che abita nel piccolo villaggio di Barba di Ceppaloni è di discreta condizione. 
Non dovette essere estraneo alla sua prima formazione lo zio Innocenzo, sacerdote ed economo curato della chiesa arcipretale.
Compì gli studi presso il Collegio dei Gesuiti di Benevento ed entrò nella Compagnia di Gesù nel 1838.
La Compagnia affidò a Padre Polcari l'insegnamento in varie località: Napoli, Salerno, Roma, Albano Laziale ed altre.
A causa delle leggi eversive contro i Gesuiti, fu esule a Aix-en-Provence, in Francia. Ritornato in Italia nel 1876, ebbe la cattedra di latino e italiano nell'Istituto Pontano di Napoli, dove nel 1883 divenne prefetto agli studi.
Nel 1892 il Padre tornò a Benevento dove l'arcivescovo cardinale Camillo Siciliano di Rende gli offrì l'incarico di direttore spirituale degli alunni nonché di prefetto del Seminario arcivescovile di Benevento.

## Opere principali
- Universae eloquentiae institutiones, Napoli, 1858 - 1859;
- Della vita del Padre Paolo Antonio Capelloni della Compagnia di Gesu, Roma, 1865;
- Vita dell'alunna Tullia Curcio, Roma, 1867;
- Celestino V e Bonifacio VIII studii su Dante, Napoli, 1881;
- In Beatam Mariam Virginem a Pio IX sine labe originis proclamatam, Benevento, 1905.

## Monumenti
In ricordo della sua scomparsa, l'11 febbraio 1959, su iniziativa della parrocchia e dell'amministrazione comunale, presenti il provinciale dei gesuiti di Napoli e altre autorità, fu posta una lapide commemorativa sulla facciata del municipio di Ceppaloni.   
A padre Polcari sono dedicate due strade: una in frazione Barba di Ceppaloni, l'altra nella città di Benevento.